# Zatrephes crocos
Zatrephes crocos är en fjärilsart som beskrevs av Pieter Cramer 1777. Zatrephes crocos ingår i släktet Zatrephes och familjen björnspinnare. Inga underarter finns listade i Catalogue of Life.

## Bildgalleri

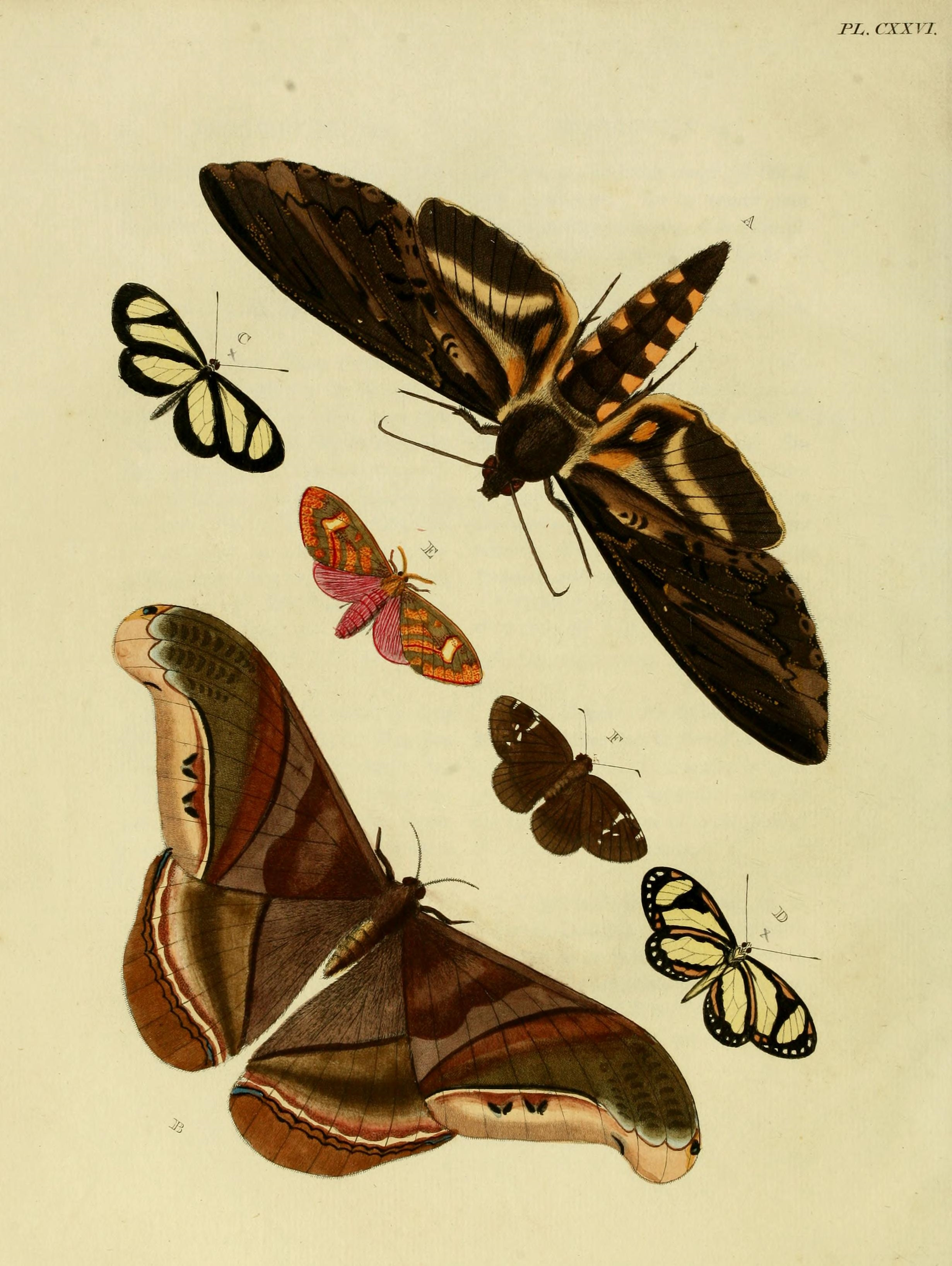
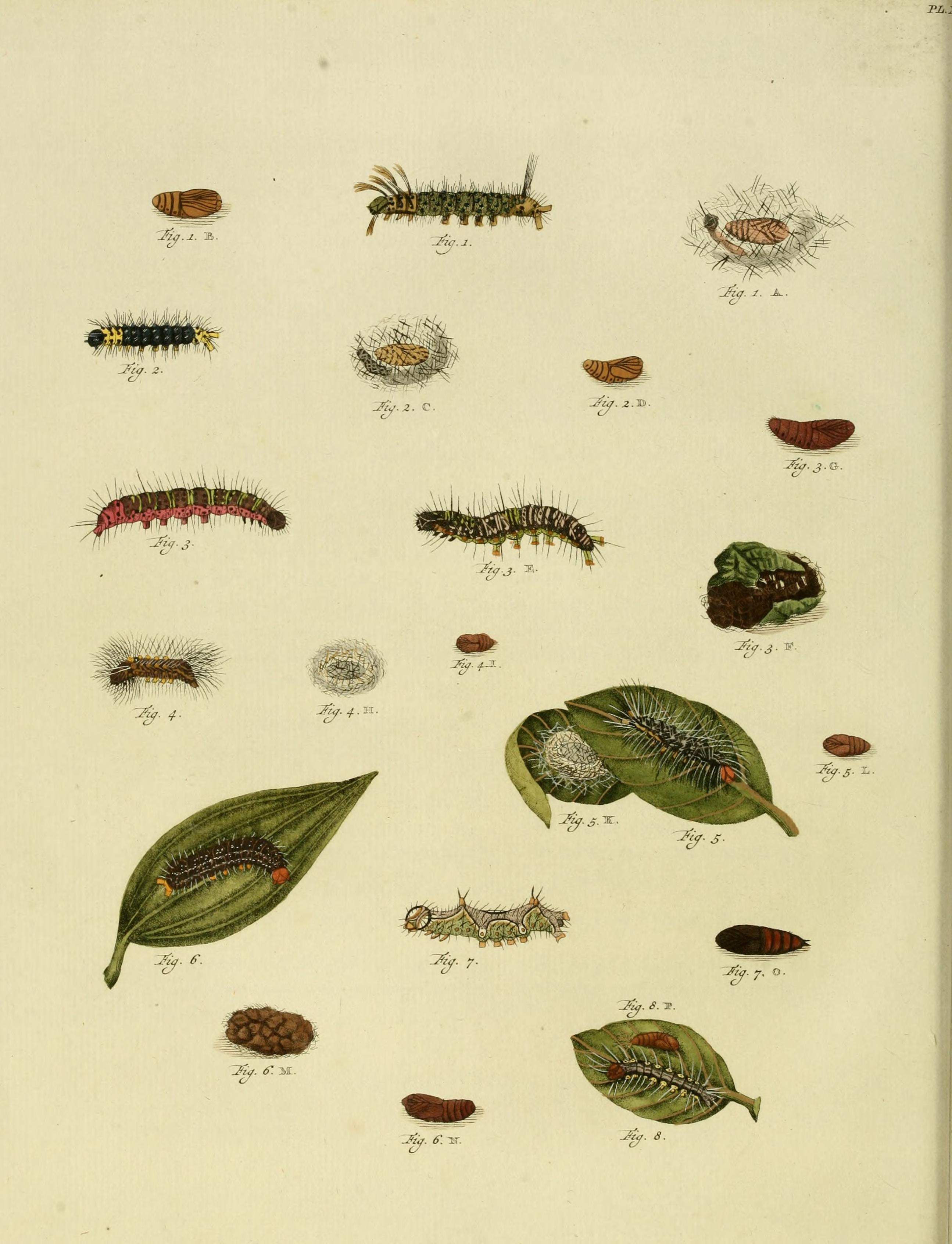